# Dominic Thorburn
Dominic Thorburn (* 1989) ist ein britischer Schauspieler und Sprecher.

## Leben
Thorburn stammt aus einer künstlerisch aktiven und kreativen Familie. Seine Mutter war Malerin, der Vater unterrichtete Schauspiel und Theaterwissenschaften. Thorburn wuchs zusammen mit drei weiteren Geschwistern (zwei Brüder, eine Schwester) in Cambridge auf, wo er das College besuchte. Am College sammelte er als Teenager auch erste Schauspielerfahrungen. Im Alter von 18 Jahren ging er nach London, um dort Schauspiel zu studieren. Er besuchte die bekannte Drama Centre School (DCL) in London. Nach seinem Abschluss ging er zum Theater und spielte in London und in verschiedenen Städten in Großbritannien.
Seine ersten Theaterengagements hatte er am Theatre Royal in Bath (2011; als Prinz John in Heinrich IV., Teil 1 und Heinrich IV., Teil 2) und am Octagon Theatre in Bolton (2012; als Ralph Clark in Our Country's Good von Timberlake Wertenbaker).
Bei der Propeller Theatre Company trat er in der Spielzeit 2011/12 als Cleomenes/Erster Sizilianischer Edelmann in Ein Wintermärchen und in Heinrich V. auf, wo er die Rollen Graf von Westmoreland/Befehlshaber von Harfleur/Le Fer, französischer Gefangener übernahm.
Im Juli 2013 spielte er beim Manchester International Festival den schottischen Edelmann Angus in Macbeth. Für diese Rolle war Thorburn eigens von dem britischen Schauspieler und Regisseur Kenneth Branagh ausgewählt und engagiert worden. Die Produktion wurde auch live im Fernsehen ausgestrahlt und für das Fernsehen aufgezeichnet.
Von Oktober 2013 bis März 2014 gastierte er am Theatre Royal Haymarket in der Rolle des Alan Dangle in der Bühnenkomödie One Man, Two Guvnors von Richard Bean.
Im Mai/Juni 2014 gastierte Thorburn in Branaghs Macbeth-Inszenierung auch in New York City im Rahmen der Park Avenue Armory-Aufführungen.
Im Juli/August 2015 gastierte Thorburn am Gate Theatre in Dublin als Student Aleksei Nikolayevich Belyaev in der Komödie Ein Monat auf dem Lande von Iwan Turgenjew.
Sein Film-Debüt gab Thorburn in dem britischen Kinofilm Everywhere and Nowhere (2011). In der BBC-Miniserie Our World War (2014) spielte er einen „heldenhaften Offizier“ aus dem Ersten Weltkrieg.
Im Januar 2016 war Thorburn in dem zweiteiligen, deutschsprachigen Fernsehfilm Die Pfeiler der Macht in der männlichen Hauptrolle zu sehen. Thorburn, der seine Dialoge als einziger Schauspieler auf Englisch sprach, spielte den Bankierssohn Hugh Pilaster.
Thorburn ist mit der britischen Schauspielerin Sophie Robinson liiert; das Paar lebt in North London.

## Filmografie
- 2011: Everywhere and Nowhere (Kinofilm)
- 2013: National Theatre Live: Macbeth[4] (Theateraufführung; Mitschnitt vom Manchester Festival)
- 2014: Our World War (Mini-Serie)
- 2016: Die Pfeiler der Macht (Fernsehfilm; Zweiteiler ZDF)